# Listy (Lem)
Listy – wybór korespondencji pomiędzy Stanisławem Lemem a Sławomirem Mrożkiem z lat 1956–1978, wydany nakładem Wydawnictwa Literackiego w 2011 roku.
Podobną pozycją są Listy albo opór materii – zbiór listów pisanych przez Lema do różnych instytucji i osób oraz Sława i Fortuna – zbiór listów do Michaela Kandla z lat 1972-1987.